# S.U.N.S.H.I.N.E.
S.U.N.S.H.I.N.E. è un brano musicale del rapper italiano Rancore e del DJ italiano DJ Myke, prima traccia dell'EP omonimo, pubblicato nel 2015.

## Descrizione
L'autore ha descritto così l'ispirazione per il brano:

## Accoglienza
È stata definita da Michele Monina in un articolo pubblicato da Il Fatto Quotidiano come «la più bella canzone rap che un rapper italiano abbia mai inciso».

## Video musicale
Il videoclip, scritto e diretto da Soundofcigarette (Luca Sorgato e Thomas Derton), è stato pubblicato su YouTube il 16 luglio 2015.